# اداکلو
اداکلو (به لاتین: Adaklu) در غنا است که در منطقه ولتا واقع شده‌است.